# 伊萊亞娜·柯特魯巴斯
伊萊亞娜·柯特魯巴斯（羅馬尼亞語：Ilena Cotrubaș，1939年6月9日—），著名羅馬尼亞女高音歌劇演唱家。柯特魯巴斯自1960年代便活躍於歌劇界，直至1980年代。而她舞台表演技巧和輕易掌握演唱多種語言歌劇的能力，備受讚賞。